# Michael Brandon
Michael Brandon (Nueva York, 20 de abril de 1945) es un actor estadounidense de cine, teatro y televisión.

## Carrera
Brandon logró reconocimiento con su papel como James Dempsey en la serie de televisión británica Dempsey and Makepeace (1985–1986) y por su papel protagónico en el filme de Dario Argento 4 mosche di velluto grigio (1971). Sus créditos teatrales incluyen obras como Does a Tiger Wear a Necktie? (1969) y Jerry Springer: The Opera (2003–2004).

## Filmografía

### Cine
| Año  | Título                              | Papel             |
| ---- | ----------------------------------- | ----------------- |
| 1967 | The Unicorn                         |                   |
| 1969 | Goodbye Columbus                    | Dartmouth         |
| 1970 | Lovers and Other Strangers          | Mike              |
| 1970 | Jennifer on My Mind                 | Marcus Rottner    |
| 1971 | Four Flies on Grey Velvet           | Robert Tobias     |
| 1973 | Heavy Traffic                       | Gato callejero    |
| 1978 | FM                                  | Jeff Dugan        |
| 1979 | Promises in the Dark                | Dr. Jim Sanderson |
| 1980 | A Change of Seasons                 | Pete Lachapelle   |
| 1981 | Rich and Famous                     | Max               |
| 1990 | Have a Nice Night                   | Tom Lepski        |
| 1990 | Want to Stay Alive?                 | Tom Lepski        |
| 1990 | Présumé dangereux                   | Tom Lepski        |
| 1990 | Try This One for Size               | Tom Lepski        |
| 1997 | The Disappearance of Kevin Johnson  | Jeff Littman      |
| 1997 | Deja Vu                             | Alex              |
| 2001 | Contaminated Man                    | Wyles             |
| 2001 | Scooby-Doo and the Cyber Chase      | Gladiador         |
| 2005 | Are You Ready For Love?             | Randy Bush        |
| 2005 | Calling All Engines!                | Narrador          |
| 2006 | The Detonator                       | Flint             |
| 2009 | Me and Orson Welles                 | Les Tremayne      |
| 2009 | Hero of the Rails                   | Narrador          |
| 2009 | Toscanini in His Own Words          | Wilfrid Pelletier |
| 2009 | The Last Days of Lehman Brothers    | Jamie Dimon       |
| 2010 | Misty Island Rescue                 | Narrador          |
| 2011 | Capitán América: el primer vengador | Senador Brandt    |
| 2011 | Day of the Diesels                  | Narrador          |
| 2012 | Blue Mountain Mystery               | Narrador          |
| 2014 | Born of War                         | Harm Helder       |
| 2017 | The Time of Their Lives             | Harry Scheider    |

### Televisión
| Año       | Título                                | Papel                  | Notas                    |
| --------- | ------------------------------------- | ---------------------- | ------------------------ |
| 1969      | Medical Center                        | Invitado               | 2 episodios              |
| 1969      | Mr. Deeds Goes to Town                | Invitado               | 1 episodio               |
| 1971      | The Impatient Heart by Alvin Sargeant | Frank Pescadero        | Telefilme                |
| 1972      | Owen Marshall, Counsellor at Law      | Pete Giannetta         | 1 episodio               |
| 1972      | Love American Style                   | Leonard                | 1 episodio               |
| 1972      | Strangers in 7A                       | Billy                  | Telefilme                |
| 1973      | Love Story                            | Gary Stone             | 1 episodio               |
| 1973      | The Third Girl From the Left          | David                  | Telefilme                |
| 1974      | Hitchhike!                            | Keith Miles            | Telefilme                |
| 1974      | The Red Badge of Courage              | Jim Conklin            | Telefilme                |
| 1974      | Medical Center                        | Dr. Lensko, Andy Tobin | 2 episodios              |
| 1975      | Police Surgeon                        | Brian Lewis            | 1 episodio               |
| 1975      | Queen of the Stardust Ballroom        | David Asher            | Telefilme                |
| 1975      | Cage Without a Key                    | Ben Holian             | Telefilme                |
| 1975      | Police Story                          | Mike Ripley            | 1 episodio               |
| 1976      | James Dean                            | Bill Blast             | Telefilme                |
| 1976      | Scott Free                            | Tony Scott             | Telefilme                |
| 1977      | Red Alert                             | Carl Wyche             | Telefilme                |
| 1978      | The Comedy Company                    | Paul Lester            | Telefilme                |
| 1979      | A Vacation in Hell                    | Alan                   | Telefilme                |
| 1980      | A Perfect Match                       | Steve Triandos         | Telefilme                |
| 1982      | Between Two Brothers                  | Lead                   | Telefilme                |
| 1983      | Venice Medical                        | Dr. Pete Marcus        | Telefilme                |
| 1983      | St. Elsewhere                         | Tony Gifford           | 1 episodio               |
| 1983–84   | Emerald Point N.A.S.                  | David Marquette        | 11 episodios             |
| 1984      | The Seduction of Gina                 | Keith Sindell          | Telefilme                |
| 1984–86   | Dempsey and Makepeace                 | James Dempsey          | 30 episodios             |
| 1985      | Deadly Messages                       | Michael Krasnick       | Telefilme                |
| 1987      | Dennis Potter's Visitors              | Eddie                  | 1 episodio               |
| 1987      | The Grand Knockout Tournament         | Él mismo               | Especial para televisión |
| 1988      | Tales of the Unexpected               | Stephen Baker          | 1 episodio               |
| 1988      | The Magical World of Disney           | Jeff Robins            | 1 episodio               |
| 1989      | Divided We Stand                      | Bryan Gibbs            | Telefilme                |
| 1990      | The Care of Time                      | Robert Halliday        | Telefilme                |
| 1991      | Dynasty: The Reunion                  | Arlen Marshall         | 2 episodios              |
| 1992      | Home Fires                            | Ted Kramer             | 6 episodios              |
| 1994      | Shattering the Silence                | Ted Ricci              | 1 episodio               |
| 1994      | Murder, She Wrote                     | Alex Weaver            | 1 episodio               |
| 1996      | Gone in a Night                       | David Protess          | Telefilme                |
| 1997      | Apocalypse Watch By Robert Ludlam     | Embajador Courtland    | Telefilme                |
| 1997      | The Knock                             | Director               | Miniserie                |
| 1998      | Dark Realm                            | Invitado               | 1 episodio               |
| 1998      | J.A.G.                                | Hegstetter             | 2 episodios              |
| 1998      | The Nanny                             | Stan                   | 1 episodio               |
| 1998      | Ally McBeal                           | D.A. Dawson            | 1 episodio               |
| 1999      | CI5: The New Professionals            | Dr. Woods              | 1 episodio               |
| 1999      | Jonathan Creek                        | Capt. Frank Candy      | 1 episodio               |
| 1999      | The Practice                          | D.A. Dawson            | 2 episodios              |
| 2001      | The Division                          | Juez Stone             | 1 episodio               |
| 2001      | The Lost Battalion                    | General Alexander      | Telefilme                |
| 2002      | Dinotopia                             | Frank Scott            | 8 episodios              |
| 2003      | Ed Stone is Dead                      | Padre                  | 1 episodio               |
| 2004      | The Catherine Tate Show               | The Botox Skit         | 1 episodio               |
| 2004      | Hawking                               | Arno Penzias           | Telefilme                |
| 2004–2012 | Thomas & Friends                      | Narrador               | 239 episodios            |
| 2005      | Dead Man Weds                         | Chuck Newman           | 6 episodios              |
| 2006      | Miss Marple                           | Martin Zimmerman       | 1 episodio               |
| 2006      | The Catherine Tate Show               | The Botox Breasts      | 5 episodios              |
| 2006      | Trial and Retribution                 | Max Stanford           | 1 episodio               |
| 2007      | Casualty                              | Mike Barnicott         | 1 episodio               |
| 2007      | The Bill                              | Louis Dreyfuss         | 4 episodios              |
| 2008      | Bewitched                             | Rex                    | 1 episodio               |
| 2008      | Doctor Who                            | General Sanchez        | 1 episodio               |
| 2009      | After You've Gone                     | Bill Tucker            | 1 episodio               |
| 2009      | Bones                                 | Roger Frampton         | 1 episodio               |
| 2009      | New Tricks                            | Coronel Norton         | 1 episodio               |
| 2010      | Shades of Love                        | Conrad                 | 2 episodios              |
| 2010      | Hustle                                | Marcus Wendell         | 1 episodio               |
| 2012      | American Invitation                   | Narrador               | 1 episodio               |
| 2012      | Mr. Selfridge                         | FW Woolworth           | 1 episodio               |
| 2012–17   | Episodes                              | Elliot Salad           | 8 episodios              |
| 2013      | Stepping Out                          | Él mismo               | 1 episodio               |
| 2013      | Death in Paradise                     | Joel Maurice           | 1 episodio               |
| 2014      | Blandings                             | Grumman                | 1 episodio               |
| 2015      | Galavant                              | Padre de Sid           | 1 episodio               |
| 2016–2018 | Tracey Ullman's Show                  | Hal                    | 4 episodios              |
| 2017      | Tracey Breaks the News                | Rich                   | 1 episodio               |
| 2017      | Loaded                                | Leslie                 | 3 episodios              |
| 2018      | Trust                                 | Walter Annenberg       | 1 episodio               |
| 2019      | Urban Myths                           | Robert Calgary         | 1 episodio               |